# Luda Kamčija
Luda Kamčija (bulharsky Луда Камчия), nebo Malka Kamčija (bulharsky Малка Камчия) je řeka v Bulharsku (Slivenská, Varenská oblast). Je 201 km dlouhá. Povodí má rozlohu přibližně 1612 km².

## Průběh toku
Pramení na severních svazích pohoří Stara planina. Protéká mezi horami Varbiška a Kamčijska. Nedaleko vesnice Gradec vytváří velky meandry. Ústí zprava do Goljamy Kamčiji. Teprve po soutoku se nazývá Kamčija.